# We Are All the Winners
"We Are All the Winners", en: "Vi är alla vinnarna", är en sång, mestadels på svenska, som den norska sångaren Nick Borgen både skrev text och musik till samt framförde i den svenska Melodifestivalen 1993, där den kom på andra plats, bakom det segrande bidraget Eloise framförd av Arvingarna. 
"We Are All the Winners" blev dock, även den, en stor hit i Sverige under 1993 och placerade sig som bäst på 17:e plats på försäljningslistan för singlar i Sverige, och låg på Svensktoppen i 23 veckor under perioden 11 april-11 september 1993, varav de första fjorton veckorna under Svensktoppsbesöket tillbringades på förstaplatsen.
"We Are All the Winners" var under diskussion att bli diskvalificerad innan det blev klart vilken av denna och Eloise som skulle vinna. Anledningen var att Melodifestivalen enbart skulle ha helt svenska låtar och denna innehöll en del sång på engelska
son, Frida Johansson och Maria Akraka stod för körsången i Melodifestivalen 1993, och kallade sig "Team Sweden". Fastän sångtexten snarare handlar om en man som står ute och spelar dragspel i alla väder, har "We Are All the Winners" senare starkt kommit att förknippas med sport, och har ofta hörts i samband med sportevenemang, där den blivit en vanlig segermelodi. Nick Borgen sade också själv i en intervju att han egentligen skrivit låten till Englands landslag inför Europamästerskapet i fotboll för herrar 1992, som spelades i Sverige, men att engelsmännen tackade nej, varför han skickade in den till Melodifestivalen i stället.
Nick Borgen framförde "We Are All the Winners" då den svenska truppen firades i Stockholm vid återkomsten från olympiska vinterspelen 2006 i Turin i Italien.

## Listplaceringar
| Lista (1993) | Position |
| ------------ | -------- |
| Sverige      | 17       |